# Tirolska fronta
Tirolska fronta je bila ena izmed dveh front, ki sta sestavljali italijansko bojišče (druga fronta je bila Soška fronta). Fronta se je začela v Julijskih Alpah severno od Rombona in je potekala čez Karnijske Alpe, Dolomite, južno Tirolsko ter se zaključila na prelazu Stelvio na takratni tromeji med Švico, Italijo in Avstro-Ogrsko. Do odprtja več kot 450 km dolge fronte, ki je večinoma potekala na več kot 3000 m visokih vrhovih, gorskih planotah, ledenikih in ozkih dolinah je prišlo 23. maja 1915, ko je Italija Avstro-Ogrski nenadoma napovedala vojno. V nekaj dneh se je tako v vzhodnih Alpah izoblikovalo najzahtevnejše bojišče prve svetovne vojne ter do leta 1999, ko ga je prehitelo bojišče v Kašmirju, najvišje ležeče bojišče v človeški zgodovini.

## Dogodki pred spopadom
Italijani so se 20. maja 1882 pridružili obrambnemu sporazumu med Avstro-Ogrsko in Nemčijo in tako je nastal trojni sporazum. Tega sporazuma so se držali vse do izbruha prve svetovne vojne ko so se stvari nenadoma spremenile. Italija je takrat že dalj časa kazala ambicije po osvajanju novih ozemljih, še posebej so jo zanimala ozemlja na južnem Tirolskem, zahodnem Balkanu in Sloveniji, ki so bila takrat vsa pod nadzorom Avstro-Ogrske. Ob izbruhu vojne je Italija nemudoma razglasila nevtralnost, vendar le začasno saj so v ozadju potekala intenzivna diplomatska pogajanja tako z antanto kot tudi s centralnimi silami. Na katero stran bo Italija pristopila je bilo močno odvisno od ozemlja, ki ga bo ta v zameno prejela. Ker so zahodni zavezniki ponudili več ozemlja kot Avstro-Ogrska poleg tega pa so ponudili še ogromno finančno in vojaško pomoč je Italija 16. aprila 1915 z njimi podpisala tajni londonski sporazum. 23. maja 1915 je Italija napovedala vojno Avstro-Ogrski, v Evropi se je odprlo novo in eno izmed najbolj težavnih bojišč v človeški zgodovini.

## Potek fronte in bojišča
Kmalu po napovedi vojne so italijanske čete prestopile meje in začele napredovati v notranjost Avstro-Ogrske. Tako kot na Soški fronti je bilo napredovanje čet zaradi zahtevnega gorskega terena in prevelike previdnosti italijanskih poveljnikov izredno počasno. To je Avstrijcem dalo čas, da so na območje bojišča pripeljali enote potrebne za obrambo države. V prvih dneh vojne se je Italijanom posrečilo zasesti ozemlje vzhodno in zahodno od Gardskega jezera, ozemlje južno od mesta Trient ter gorske vrhove v južnih Dolomitih, nato pa se je fronta ustalila. Ta je sedaj potekala od prelaza Stelvio bolj ali manj sledila meji med Italijo in A-O, prečkala vrhove gorske skupine Adamello se spustila do severnega konca Gardskega jezera ter se nato ponovno povzpela v hribe in planote južno od mesta Trent, od tam svojo pot nadaljevala čez vrhove Dolomitov vse do Karnijskih Alp kjer je ponovno potekala bolj ali man po Italijansko A-O meji in se nato pri Rombonu združila z Soško fronto.
Na marsikaterem mestu je frontna črta prečkala vrhove, ki so presegali nadmorsko višino 3000 m. Najbolj zloglasna vrhova sta bila Monte Adamello (3554 m) na južnem Tirolskem in Marmolada (3342 m) v Dolomitih, ki sta za A-O branilce predstavljala glavna stebra obrambe Tirolskega bojišča. Redko kdaj pa se je zgodilo da je fronta prečkala obsežne bolj ali man ravne planote, kjer pa se je to zgodilo je tam prišlo do obsežnih in krvavih spopadov. Eno izmed takih bojišč je bila planota Asiago in Monte Grappa. Kmalu po začetku bojev sta obe strani ugotovili, da imata skupnega sovražnika, to je bila narava. Izredno ostre gorske razmera so na marsikaterem odseku bojišča zahtevale večji smrtni davek kot sovražni ogenj.
Tekom vojne je v visokogorskem svetu vzhodnih Alp prišlo do številnih bitk.

### Ofenziva pri Asiagu
Po koncu 5. soške bitke, ki se za italijansko stran ni končala nič bolje kot prejšnje štiri bitke, so Avstrijci spoznali da ne bodo morali večno ostati v defenzivi. Zato so na področju Asiaga začeli pripravljati ofenzivo s katero bi s prodorom od Trenta do Benetk osamili 2. in 3.italijansko armado ki sta se bojevala na Soški fronti in 4 . armado vzhodno od Trentina. S tem dejanjem bi Italijo prisilili da prosi za mir in jo na ta način izločili iz velike vojne.
Priprave na ofenzivo so se začele že 15. decembra 1915, ko je avstrijski poveljnik Konrad von Hotzendorf za pomoč prosil Nemce. Ti so ga po pregledu načrtov za napad zavrnili, vendar so se Avstrijci kljub temu odločili, da se ofenziva nadaljuje. V ta namen so iz vzhodne fronte na Tirolsko bojišče premestili 11. armado in 3. armado. Ofenziva se je začela 15. maja 1916 z močnim topniškim ognjem. Avstrijska pehota je na 50 km dolgi fronti prebila utrjene italijanske položaje in začela prodirati beneško nižino. Italijanski vojski na Soški fronti je začela groziti obkolitev. Kadorna je v želji po uspehu Konradu na pomoč poslal dodatne okrepitev. Ko je že zgledalo da bo ofenziva uspela je nenadoma prišlo do nepričakovanega preobrata. Četrtega junija je ruska vojska v Galiciji začela novo ofenzivo v kateri je prebila avstrijske vrste in začela napredovati v notranjost dvojne monarhije. Avstro-Ogrski je grozil zlom vzhodne fronte zato je morala iz Tirolske na vzhodno fronte premestiti polovico svojih divizij. Medtem pa so Italijani dobili nove okrepitve katerim polovico manjša avstrijska vojska ni bila kos. Ofenziva se je končala 10. junija bolj ali manj tam kjer se je začela.

### Bitka za Monte Ortigara
Je bila ena izmed najbolj krvavih bitk na Tirolski fronti. V njej so želeli Italijani ponovno osvojiti strateško pomembno goro Monte Ortigara, ki so jo Avstrijci zasedli leto dni prej v t. i. ofenzivi pri Asiagu. Bitka se je začela 10. junija 1917 s strahovitim topniškim ognjem kateremu je sledil napad italijanskih alpincev in barsaglierov. Po krvavih bojih je vrh gore končno padel v italijanske roke. Avstrijci so se zavedali strateškega pomena gore zato so 22. junija začeli italijanske položaje na gori divje obstreljevati. Temu pa je 25. junija v zgodnjih jutranjih urah sledil še napad jurišnikov, ki je ponovno zavela vrh gore. Do 29. junija je bila fronta spet tam kjer se je vse začelo.
Za bojišče , ki so ga sestavljali trije vrhovi v dolžini treh kilometrov, so bile izgube na obeh straneh strašne. Italijani so v bitki izgubili 25.199 svojih najboljših vojakov, od tega jih je bilo 2.865 mrtvih, 16.734 ranjenih, 2.600 zajetih in 3.000 pogrešanih. Avstrijske izgube so bile dosti manjše vendar kljub temu strahovite, skupaj so izgubili 8.828 vojakov. 992 je bilo mrtvih, 6.321 ranjenih, 1.515 pa jih je bilo ujetih ali pogrešanih.

### Marmolada
Marmolada s svojimi 3343 m je bila drugo najvišje bojišče prve svetovne vojne. Predstavljala je steber Avstrijske obrambe v dolomitih iz katerega je bilo mogoče nadzorovati gorsko skupino Tofani, Mt. Piano, Tre Cime in še druge pomembne odseke na področju Dolomitov. Pred izbruhom vojne je čez goro potekala meja med Italijo in Avstro-Ogrsko. V času vojne so strma južna skalnata pobočja zasedli Italijani severna pobočja pod katerimi je bil ledenik pa Avstrijci. Do prvih bojev na gori je prišlo junija 1915, ko so italijanski Alpini zasedli strateško pomembna sedla: Padon, Ombreeta, Forcela Rossa in Forcella Marmolada. Avstrijci so se medtem vkopali vrhu Punta Penia  in okoliških previsih ter na ledeniku pod vrhom Marmolade. Zaradi ostrega gorskega podnebja so začetni boji kmalu ponehali. Čas relativnega zatišja med katerim je dostikrat prihajalo do topniškega obstreljevanja sta obe strani izkoristila za utrjevalna dela. Postavljeno je bilo na stotine kilometrov žičnih ovir, kavern in strelskih jarkov. Avstrijci so v središču ledeniku, kakih 60 m pod površjem, postavili celo naselje in ga tako zakrili pred italijanskimi opazovalci in zadetki sovražnikovih granat. V času zime sta obe strani v več metrov debeli snežni odejo gradili snežne rove.
Spomladi 1916 je bojišče ponovno oživelo. Tridesetega aprila so Alpini zasedli Serauta Peak (3035 m) in se tako približali Avstrijskim položajem na 100 m. Kljub temu, da do konca leta ni bilo več večjih bojev so številke padlih in poškodovanih vojakov strmo naraščala. Večina jih je umrla zaradi ostrih gorskih razmer, še posebej nevaren je bil mraz in plazovi, ki so zahtevali več žrtev kot sovražnikov ogenj. Do ponovnih spopadov je prišlo zadnjem teden septembra 1917, ko se je skupini Alpinov v spektakularni akciji posrečilo zavzeti koto 3259 znano tudi kot Marmolada d' Ombretta. Po tej akciji je bojišče vse do preboja pri Kobaridu, novembra 1917, mirovala. Takrat so Italijani brez enega samega strela zapustili bojišče in se umaknili za reko Piavo. Boji za Marmolado so zahtevali okoli 9.000 življenj. Ena tretjina jih je umrla v boju, druga tretjina zaradi plazov preostali pa zaradi posledic mraza in strel.

### Adamello
Prvi boji za to 3558 m visoko hribovje so se začeli 9. junija 1915, ko so Italijani poizkušali zasesti strateško pomembni prelaz Tonale in vrhove v masivu Adamello. Čeprav so Italijani v prvih bojih zasedli strateško pomembne vrhove (prelaz Tonale je ostal v avstrijskih rokah) so imeli pri tem velike izgube, saj so se na boje slabo pripravili. Šepala je tudi komunikacija med topništvom in enotami v prvi bojni črti. Petnajstega julija so Avstrijci izvedli nepričakovan protinapad, ki je potekal po ledeniku. Po neuspelem napadu je fronta za nekaj časa obmirovala. Do bojev je ponovno prišlo aprila 1916 ko so italijanski Alpini zasedli strateško pomembni Monte Fumi in Lobbia Alta. V začetku junija so napadli še avstrijske oskrbovalne poti in položaje na vzhodni strani ledenika. Napad, ki je potekal preko ledenika, se je spremenil v pravo katastrofo. Avstrijci so imeli italijanske napadalce v sivo zelenih uniformah na beli podlagi ledenika kot na dlani. Italijani so po več poizkusih napad nato prekinili. Fronta je nato ponovno obmirovala. Leto 1917 je bilo na tem odseku bojišča nenavadno mirno, izjema je bilo le italijansko zavzetje Corno di Cavento. Goro so Avstrijci naslednje leto zavzeli nazaj tako, da so skozi ledenik izkopali tunel in tako presenetili italijanske branilce. Leto 1918 je bilo najbolj krvavo na tem odseku bojišča. Italijani, ki so se opomogli po preboju pri Kobaridu, so ponovno prešli v napad. V številnih krvavih pehotnih naskokih, ki jih je spremljalo močno topniško obstreljevanje, so poizkušali zasesti prelaz Tonale severozahodno od Adamella. Ta je kljub številnim italijanskim napadom ostal v avstrijskih rokah vse do konca vojne.

### Monte Grappa
Gorovje Monte Grappa je s svojimi grebeni in vrhovi visokimi okoli 1700 m predstavljala eno največjih bojišč med letoma 1915 in 1918 na italijanski fronti. Bojišče se sicer ni moralo ponašati kot visokogorsko je pa bilo za obe strani izrednega strateškega pomen saj je v primeru preboja Avstrijcem omogočalo napredovanje v beneško nižino preko katere bi lahko nato obkolili italijansko armado ob Soči. Da bi se Italijani zaščitili pred morebitnim avstrijskim prodorom so na gori zgradili kilometre in kilometre podzemnih rovov, strelskih, jarkov, utrdb, topniških in strojničnih položajev. Tekom vojne je bila gora priča številnim krvavim bitkam med Italijansko in Avstro-Ogrsko vojsko. Še večji pomen je bojišče dobilo po preboju pri Kobaridu ko se je fronta ustalila na reki Piavi. Takrat so Avstrijci Monte Grapo videli kot odsek bojišča preko katerega bi lahko obšli močno italijansko obrambo ob Piavi, saj je bila gora edini odsek bojišča ki je bil za to reko. Sredi novembra 1917 so Avstrijci ob pomoči Nemcev na gori sprožili ofenzivo in v naskoku zavzeli Monte Tomatico in Monte Rencone, tema dvema so v naslednjih dneh sledili še ostali vrhovi. Padel je tudi Monte Tomba, boji so bili tako intenzivni da so strelski jarke na pobočju Monte Pertica zamenjali lastnika kar sedemkrat v 24 urah. Nemške in Avstrijske enote so si pot skozi italijanske položaje utirale s pomočjo topniškega ognja ki se je lahko primerjal s tistim na zahodni fronti. Ko je že kazalo da se bo italijanska fronta vsak čas zlomila je 23. decembra 1917 nenadoma zapadel sneg. Ofenziva je nenadoma zastala izgube na nemški in avstrijski strani pa so se nenadoma narasle. To so izkoristili Italijani in na bojišče pripeljali nove sveže enote, ki so v naslednjih dneh osvojile Monte Asolone in Col della Baretta konec bitke za Monte Grappa pa je označilo francosko zavzetje gore Monte Tomba. Po enem mesecu krvavih in utrujajočih bojev je bila fronta tam kjer se je vse začelo.

### Monte Pasubio
Monte Pasubio je gora severno od Vicenze. Med prvo svetovno vojno je zaradi svojega izrednega strateškega položaja odigrala izredno pomembno vlogo. Zavzetje te gore, ki je bila pod italijanskim nadzorom, bi dalo avstrijskemu poveljstvu možnost nadzora nad Benečijo, preko katere bi lahko obkolili italijanske enote na soški fronti. Pred vojno je bila gora del Avstro-Ogrskega ozemlja vendar po izbruhu vojne med državami ni bila branjena zato so jo Italijani hitro zasedli, frontna črta pa se je ustalila pred krajem Rovereto in planoto Asiago. Na tej planoti so Avstrijci maja 1916 sprožili močno ofenzivo v kateri so zavzeli dolini Vallasa in Val Posina, ter gore Mt. Col Santo, Val d'Astico in del planote Asiago. Ofenziva, ki je resno ogrozila italijansko fronto se je z rusko pomočjo ustalila šele na gori Mt. Pasubio. Tam je skupina italijanskih vojakov zadnji trenutek zasedla južni vrh gore (imenovan Dante Italian), Avstrijci pa so zasedli severni vrh gore (imenovan Dante Austrico). Nasprotnika je ločevalo le sedlo med obema vrhovoma. V naslednjih tednih se je fronta na gori in njeni okolici ustalila, vendar boji niso pojenjali. Postala je prizorišče številnih bojev med najelitnejšimi vojaki obeh armad. Krvavi boji med Alpini in cesarskimi strelci so trajali vse do konca vojne leta 1918.

### Tre Cime di Lavaredo
Tre Cime di Lavaredo so s svojimi ostro oblikovanimi vrhovi in 2.999 m višine eden najlepših in najbolj prepoznavnih vrhov v Dolomitih. Pred vojno je v bližini gore potekala meja med Italijo in Avstro-Ogrsko, leta 1915 pa se je to območje spremenilo v krvavo visokogorsko bojišče. V prvem poletju so Italijani dosegli kar nekaj uspehov, saj so zasedli ključne strateške točke. Avstrijci zaradi pomanjkanja vojakov niso sprožili nobene protiofenzive, zato jim je na pomoč priskočil nemški alpski korpus. Fronta se je nato za nekaj časa umirila. Obe strani sta zatišje izkoristili za utrjevanje bojne linije. V tem obdobju so branitelji skozi okoliške hribe izvrtali nešteto kavern, dolgih po več kilometrov. Vrhovi Tre Cime so tako postali prava italijanska trdnjava s topovi, mitralješkimi gnezdi in številnimi opazovalnicami. Avstrijci so na to italijansko trdnjavo odgovorili tako, da so zgradili svojo na vrhovih Schwabenalpenkopf (2685 m) in Raut Kofel (2607 m). Italijani so imeli svojo opazovalnico tudi na Monte Paterno (2746 m), ki je bila zaradi svoje odlične lege trn v peti avstrijskih vojakov. Četrtega julija 1915 je prišlo do bitke za to goro, v kateri je padel znameniti avstrijski plezalec in gorski vodnik Sepp Innerkofler. Septembra je visoko v hribih že prišla zima, zato se je bojišče umirilo. Poleti leta 1916 je bojišče ponovno oživelo. Prišlo je do več spopadov, ki niso prinesli nobenega bistvenega uspeha, zato se je bojišče ponovno umirilo. Občasno je prihajalo le še do spopadov med patruljami in topniških dvobojev. Novembra 1917 so Italijani zaradi preboja pri Kobaridu zapustili svoje položaje in se umaknili za reko Piavo.

### Gorska skupina Tofane
Tako kot Marmolada se je tudi gorska skupina Tofane z vrhovi višjimi od 3200 m izkazala za izredno težavno visokogorsko bojišče, zaradi česar se je kmalu po začetku spopadov začela visokogorska pozicijska vojna. Avgusta 1915 se je Italijanom posrečilo zasesti prelaz Forcella Fontananegra, naslednji mesec so zasedli Tofano di Rozes in Tofano di Mezzo, oktobra pa še zahodni del Tofane di Dentro in sosednji vrh Lagazuoi. V avstrijskih rokah so ostali le Nemesis, ki so ga Italijani nato zasedli 6. avgusta 1916 in Schreckenstein (Vrh Groze).
Ob vzpostavitvi visokogorske pozicijske vojne sta obe strani v živo skalo začeli vrtali več kilometrske predore, da bi se zaščitili pred topniškim obstreljevanjem in nepopustljivim visokogorskim podnebjem. Tako kot pri  
Monte Lagazuoi se je tudi tukaj razvila minska vojna, s katero sta obe strani poizkušali zavzeti strateško pomembne grebene in vrhove, ki so bili trdno v sovražnikovih rokah. Tako je na Silvestrovo leta 1916 pod vrhom Lagazuoi, kjer je bila italijanska opazovalnica, razneslo prvo avstrijsko mino. Čeprav so uporabili le 300 kg razstreliva so bili učinki zastrašujoči saj je italijanska opazovalnica dobesedno izginila v eksploziji. Tej eksploziji so sledile še mnoge. 17. aprila 1916 so Italijani razstrelili avstrijske položaje na gori Col di Lana. V eksploziji 5 ton dinamita je umrlo več kot sto avstrijskih vojakov, 150 pa je bilo ujetih. Enajstega julija 1916 so Italijani ob prisotnosti italijanskega kralja in generala Cadorne s 35 tonami razstrelili avstrijske položaje na Schreckensteinu. V eksploziji mine in plazu, ki je sledil po eksploziji je umrlo več kot 150 avstrijskih vojakov, več sto pa je bilo ujetih. To je bila največja eksplozija podzemne mine na svetu. Za primerjavo: na zahodni fronti so za uničenje sovražnikovih položajev uporabili le dvajset ton eksploziva. Decembra 1916 se je fronta zaradi ogromne količine snega in plazov začasno umirila. Čez zimo Avstrijci niso pozabili dogodka iz 11. julija 1916. Štirinajstega januarja 1917 so 16 tonami eksploziva razstrelili italijanske položaje na Lagazuoi. Dvaindvajsetega maja istega leta so sprožili še eno podzemno mino s 30 tonami dinamita, ki pa čudežno sploh ni poškodivala italijanskih položajev čeprav se je ob eksploziji sprostilo več kor 200.000 kubičnih metrov skal in kamenja. Pobudo so nato ponovno prevzeli Italijani in 20. januarja s 33 tonami dinamita razstrelili avstrijske položaje na Lagazuoi. Ob eksploziji se je sprožil ogromen zemeljski plaz, ki je pod seboj pokopal nižje ležeče avstrijske položaje. Zadnja mina je eksplodirala 16. septembra 1917. Avstrijci so jo namestili pod naselje italijanskih vojakov na gori Lagazuoi, v eksploziji in plazu, ki sta ga povzročili dve toni eksploziva je umrlo več sto italijanskih vojakov.
Po preboju fronte pri Kobaridu, novembra 1917, so Italijani bojišče zapustili in se umaknili za reko Piavo.

### Monte Lagazuoi
Okolica kraja Cortina je bila že od leta 1511 pod avstrijskim nadzorom. Leta 1915 ob izbruhu vojne se je to spremenilo. Območje so zasedli italijanski vojaki, Avstrijci pa so se umaknili v okolico trdnjave Tre Sassi na prelazu Valparola na Mt. Lagazuoi z namenom, da bi Italijanom onemogočili napredovanje v dolinah Badia in Pusteria. V prvih mesecih vojne Italijanom kljub intenzivnim pehotnim in topniškim napadom ni uspelo zasesti strateško pomembnega prelaza. Uspelo jim je onesposobiti avstrijsko trdnjavo Tre Sassi. Ko so se začetni spopadi nekoliko umirili, sta obe strani začeli v goro Mt. Lagazuoi vrtati številne predore, da bi se zaščitili pred topniškim obstreljevanjem in visokogorskim vremenom. Ker sta obe strani vrtali predore v isto goro, se je vojna iz površine kmalu preselila v podzemlje, kjer se je začela t. i. minska vojna. Tekom vojne sta obe strani v gori izvrtali pet komor z razstrelivom, ki sta jih nato razstrelili in tako poizkušali uničiti sovražnikove položaje na vrhu gore. Številne podzemne minske eksplozije so v dveh letih krvavih bojev goro popolnoma spremenile in jo znižale za več metrov. Nekaj podobnega se je dogajalo tudi na Soški fronti, kjer so Avstrijci razstrelili vrh Kala v grebenu Vršiča, Italijani pa so z eksplozijo podzemne mine poizkušali razstreliti avstro-ogrske položaje na  Batognici, a so jih Avstrijci prehiteli in s podzemno mino z ukradenim italijanskim eksplozivom razstrelili italijanske položaje.
Poleg zgoraj opisanih bojišč so krvavi boji potekali tudi na: Karnijskih Alpah, Col di Lana, Mt. Piana, Montello,...

## Visokogorsko bojevanje
Tirolska fronta je bila najbolj težavno bojišče prve svetovne vojne in človeški zgodovini nasploh. Do leta 1999, ko ga je zamenjala Kargilski konflikt v Kašmirju je bilo celo najvišje ležeče bojišče v človeški zgodovini. Fronta dolga več kot 450 km je potekala na vrhovih, planotah in ledenikih visokih več kot 3000m. Vojaki so se na fronti poleg klasičnih vojnih nevarnosti srečali tudi z neusmiljeno visokogorsko naravo. Problem je predstavljala že sama višina 3000 m, na tej višini je zrak redek (le 70% tistega kot na morski višini) kar je skupaj z razgibanim visokogorskim terenom onemogočalo hitre premike vojaških enot saj so se vojaki že na majhnih razdaljah hitro utrudili. Velik vpliv je imelo tudi vreme, ki je v visokogorskem svetu izredno nepredvidljivo. Na vsakih sto metrov nadmorske višine je temperatura padla za dve stopinji °C. Poletja so bila kratka zime pa izredno dolge in ostre z močnim vetrom in veliko snega. Pozimi je fronto prekrila 10 do 12  metrov debela snežna odeja v kateri sta obe strani kopali snežne rove, pojavila pa se je tudi nevarnost plazov. Ti so na nekaterih odsekih fronte so ti zahtevali več žrtev kot sovražnikov ogenj. Najhujša je bila zima 1916/1917, ko je samo v 48 urah v Dolomitih zaradi plazov na obeh straneh umrlo okoli 10.000 ljudi.
Težavna je bila tudi oskrba vojakov na bojišču. Za oskrbo vsakega vojaka na fronti je bilo v zaledju potrebnih okoli deset ljudi, dostikrat so bili to ruski ujetniki ki so poleg oskrbe gradili tudi ceste in poti do fronte. Ves material je bilo na fronte prinesti na ramenih ljudi ali pa na hrbtih tovornih živali. Kjer je bilo to možno so si vojske pomagale z izgradnjo žičnic in tovornih poti ter si tako olajšale oskrbovanje bojišče.
Zaradi gorskega sveta kjer so se pobočja gora dvigala skoraj pod kotom 90º so bili pehotni boji omejeni. Napade so po navadi izvajale manjše skupine vojakov z odličnimi plezalnimi sposobnostmi. Ti so nasprotnika dostikrat presenetili tako, da so preplezali strma neprehodna pobočja. Pri tem so najbolj blesteli italijanski Alpini in različne avstrijske enote sestavljene iz domačinov, ki so odlično poznali okoliške gore. Izjema pri visokogorskem bojevanju so bile le planote in hribi v sredogorju kjer so boji potekali podobno kot na Soški fronti. Zardi omejenega prostora so boji dostikrat potekali mož na moža. Izredno nevarno je bilo tudi topništvo, na nekaterih odsekih fronte je bilo obstreljevanje možno primerjati s tistim na zahodni fronti. Učinek tega se je zaradi kamitega terena še dodatno povečal. Da bi se vojaki zavarovali pred smrtonosnim ognjem in vremenom sta obe strani začeli v gore vrtati kaverne, Avstrijci pa so v ledeniku pod vrhom Marmolade zgradili celo naselje . Nekatere gore so bile tako že nekaj mesecev po začetku vojne prevrtane kot švicarski sir. Dostikrat se je zgodila da sta obe strani vrtali v isto goro in so se rovi začela križati. Takrat je globoko v gori prišlo do bojev, prišlo pa je tudi do minske vojne s katero sta obe strani poizkušali uničiti nasprotnikov podzemni sistem in položaje na površini. Zardi številnih eksplozij podzemnih min so se nekateri vrhovi tekom vojne znižali tudi za deset metrov.
Po preboju fronte pri Kobaridu novembra 1917 so se Italijani umaknili iz Dolomitov za reko Piavo kjer se je fronta ustalila vse do konca vojne leta 1918. Boji so se iz gor preselili v hribe in beneško nižino. Čeprav je v visoko v gorah občasno še prihajalo do posameznih izpadov je fronta večinoma mirovala vse do velikega avstrijskega omika ob koncu vojne.

## Fronta danes
Danes so nekdanja bojišča postala znana smučarska središča in naravni parki, ki jih vsako leto obišče na tisoče turistov in pohodnikov. Po vojni so na številnih gorah in hribih v spomin na padle vojake postavili številna spominska obeležja. Največji spomenik padlim vojakom so postavili na gori Monte Grappa kjer je v kostnici pokopanih več kot 25.000 italijanskih in avstrijskih vojakov. V zadnjem desetletju so ljubitelji fronte visoko v gorah uredili številne jarke in kaverne in jih odprli za javnost. Mnogo teh urejenih točk je lahko dostopnih saj je v njihovo bližino pogostokrat speljana cesta ali pa vlečnica. Na Marmoladi si je možno ogledati najvišje ležeči vojni muzej v Evropi posvečen italijanski fronti.
Današnja fronta pa ima tudi bolj temačno podobo. Na težje dostopnih vrhovih in pobočjih je še danes po več kot devetdeset možno najti človeške ostanke in ostale ostalnine velike vojne. Leta 1990 so tako na Marmoladi v neki kaverni našli ostanke šestnajstih italijanskih vojakov.